# Nanglo

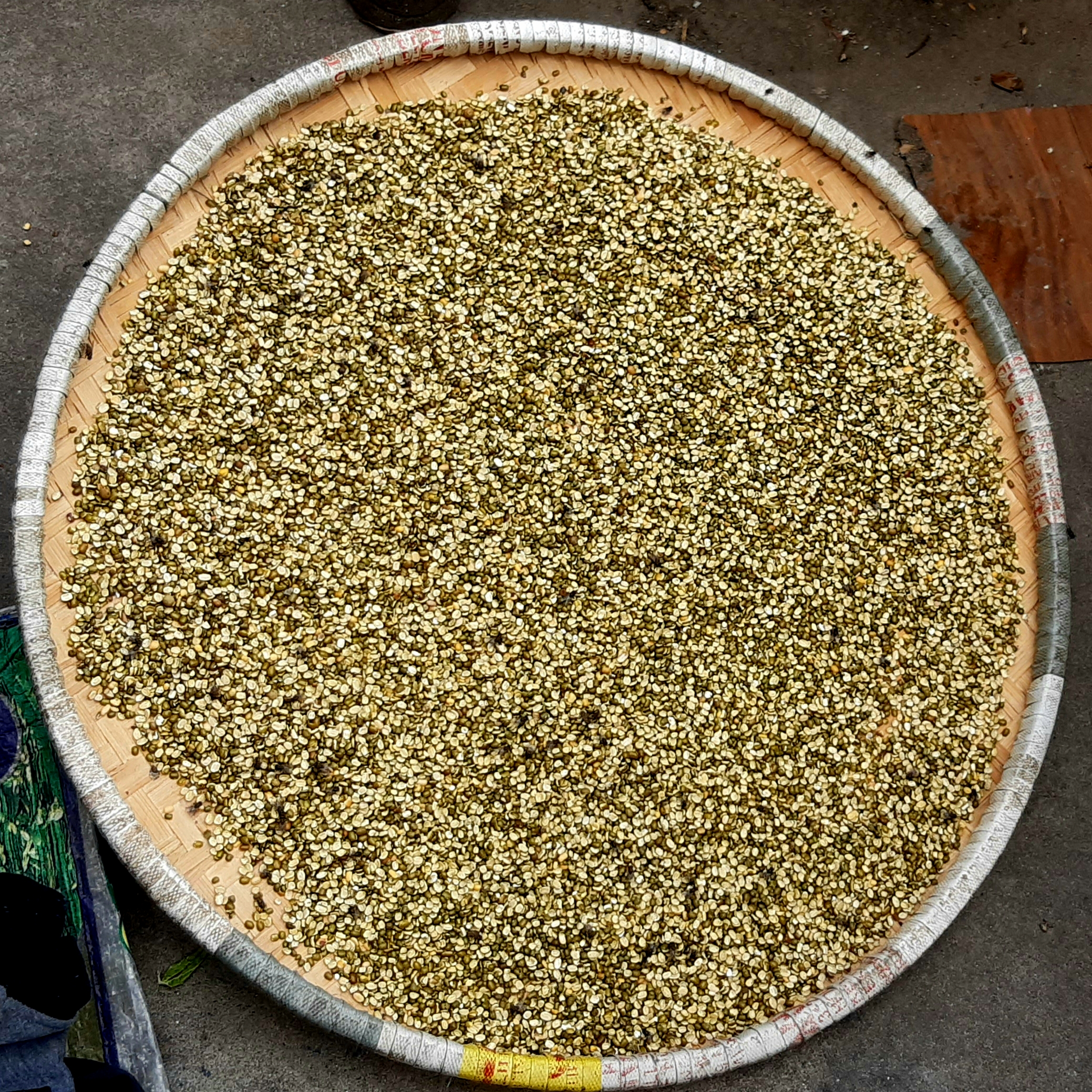
Legumbres en una bandeja de Nanglo

Nanglo es una bandeja plana circular tejida con fibras de bambú, propia de Nepal. Tradicionalmente es fabricada entrelazando delgadas cintas de bambú para crear una superficie plana. Es utilizada para cernir el grano y separar las partículas de polvo del sembradío del arroz, lentejas, porotos, y otros cereales. El nanglo es una herramienta indispensable en toda cocina nepalí. Su uso no se encuentra limitado a las villas.